# Mejni prehod za mednarodni promet Obrežje
Mejni prehod Obrežje (hrv. Granični prijelaz Bregana) je nekdanji avtocestni mejni prehod za mednarodni promet med Slovenijo in Hrvaško, ki je bil največji slovenski mejni prehod. Bil je v bližini vasi Obrežje, na hrvaški strani naselja Bregana. Prehod je povezoval slovensko avtocesto A2 s hrvaško A3 ter predstavljal del glavne prometne povezave med Ljubljano in Zagrebom, kot tudi del evropske poti E70.
Mejni prehod je z obratovanjem začel 25. decembra 2003. Zgrajen je bil po schengenskih standardih, saj je od slovenske pridružitve območju 21. decembra 2007 predstavljal del zunanje schengenske meje.
Poleg avtoceste, ki se na območju izvajanja policijskega in carinskega kontrole razširi na 9 stez, sta na bili izstopni (4 steze) in vstopni strani (2 stezi) posebej zgrajeni tako imenovani kamionski cesti. Na mejnem prehodu so bile vse potrebne mejne službe (poleg Policije in Carine še fitosanitarna in veterinarska). Za potrebe izgradnje gospodarske cone je bil zgrajen tudi avtocestni priključek »Obrežje terminal«, ki je med drugim služil za zavračanje vozil oziroma oseb, ki nimajo ustreznih dokumentov za prehod državne meje.
Z vstopom Hrvaške 1. januarja 2023 v skupno schengensko območje je po 32 letih odpravljen nadzor na njenih notranjih kopenskih in pomorskih mejah.